# Лейф Эриксон (актёр)
Лейф Эриксон (англ. Leif Erickson; имя при рождении Уильям Уайклифф Андерсон (англ. William Wycliffe Anderson); 27 октября 1911 — 29 января 1986) — американский актёр, наиболее известный благодаря ролям в фильмах «Змеиная яма» (1948), «Извините, ошиблись номером» (1948), «В порту» (1954), «Чай и симпатия» (1956), а также телесериале «Высокий кустарник» (1967—1971).

## Ранние годы
Лейф Эриксон родился в Аламиде, штат Калифорния, недалеко от Сан-Франциско, при рождении его звали Уильям Уайклифф Андерсон.
Он учился в Университете Южной Калифорнии, работал певцом и тромбонистом в оркестре Теда Фио Рито, некоторое время играл в театре, прежде чем дебютировать на экране.

## Карьера

### Кинокарьера в 1933—1942 годах
В 1933 году Эриксон впервые снялся в двух музыкальных фильмах как солист оркестра Теда Фио Рито, в которых его партнёршей была Бетти Грейбл. Вслед за этим Эриксон сыграл в четырёх вестернах по романам Зейна Грея — «Странник из пустошей» (1935), «Невада» (1935), «Подвижная ограда» (1936) и «Пустынное золото» (1936). Свою первую главную роль Эриксон сыграл в мелодраме «Девочка из Озарка» (1936), а год спустя он сыграл заметную роль в исторической мелодраме «Покорение» (1937) об отношениях Наполеона и Марии Валевской с Гретой Гарбо в главной роли. В начале карьеры он выступал под именем Гленн Эриксон, но, учитывая его происхождение и нордический тип внешности, студия «Парамаунт» в 1938 году решила сменить ему имя на Лейф, в честь знаменитого мореплавателя Лейфа Эриксона.
На рубеже 1930—1940-х годов Эриксон сыграл заметные и главные роли в вестерне «Проскакать кривую милю» (1938) (вместе со своей будущей женой Фрэнсис Фармер), драме «Треть нации» (1939) с Сильвией Сидни, комедии «Ничего кроме правды» (1941) с Бобом Хоупом и Полетт Годдар, приключенческих фильмах «Блондинка из Сингапура» (1941) и «Арабские ночи» (1942), а также в фильме ужасов «Ночной монстр» (1942) с Белой Лугоши.
В 1938—1941 годах Эриксон неоднократно играл на бродвейской сцене. После долгого перерыва в 1953 году он вновь сыграл на Бродвее в спектакле «Чай и симпатия», два года спустя сыграв и в фильме по этой пьесе.
Во время Второй мировой войны Эриксон четыре года прослужил в военно-морском флоте в качестве военного фотографа на Тихом океане, где был дважды ранен.

### Кинокарьера в 1947—1965 годах
После пятилетнего перерыва в карьере Эриксон сыграл главную роль во второсортном приключенческом фэнтези-экшне Стива Секели «Блондинка-дикарка» (1947) и сыграл заметную роль психиатра в комедии «Весёлые нарушители» (1948). В психологической драме Анатоля Литвака «Змеиная яма» (1948), рассказывающей об истории безумия женщины (Оливия де Хэвилленд), Эриксон сыграл небольшую роль её бывшего жениха, а в исторической драме «Жанна Д’Арк» (1948) с Ингрид Бергман в главной роли Эриксон сыграл соратника Жанны, бастарда Орлеанского Жана де Дюнуа.
На рубеже 1940—1950-х годов Эриксон сыграл также в пяти фильмах нуар классического периода, среди них «Гангстер» (1947), «Извините, ошиблись номером» (1948) Анатоля Литвака, где он сыграл важную роль прокурора, ведущего расследование преступлений персонажа Берта Ланкастера, «Джонни-стукач» (1949) Уильяма Касла с Говардом Даффом, «Леди играет в азартные игры» (1949) Майкла Гордона с Барбарой Стэнвик и «Четырнадцать часов» (1951) Генри Хэтэуэя. В 1950 году вместе с Энн Шеридан и Виктором Мэтьюром Эриксон сыграл главную роль в чёрной комедии «Стелла» (1950). В фильме «Даллас» (1950) Стюарта Хейслера с Гэри Купером в главной роли Эриксон сыграл присланного из города маршала, после чего сыграл в небольшом детективном вестерне «Решающий поединок» (1950) с Мэри Виндзор. Он ещё раз сыграл роль маршала в вестерне Бадда Беттикера «Парень из Симаррона» (1952) и небольшую роль в вестерне «Самое быстрое оружие» (1956) .
В исторической криминальной драме Энтони Манна о попытке покушения на Авраама Линкольна «Высокая мишень» (1951) Эриксон сыграл роль одного из заговорщиков в поезде. В киноверсии знаменитого мюзикла «Плавучий театр» (1951) с Кэтрин Грэйсон и Авой Гарднер в главных ролях Эриксон сыграл роль мстительного инженера корабля, а в научно-фантастическом триллере «Захватчики с Марса» (1953) он сыграл отца главного героя, учёного, который первым попадает под воздействие марсиан. В 1954 году Эриксон сыграл в нуаровой социально-политической драме Элии Казана «В порту» (1954) с Марлоном Брандо в главной роли, сыграв главного следователя криминальной комиссии. Два года спустя Эриксон сыграл одну из своих самых запоминающихся ролей в психологической драме Винсента Минелли «Чай и симпатия» (1956), представ в образе любимца старшеклассников, грубоватого и бесчувственного спортивного тренера, жена которого (Дебора Керр) сближается с одним из его учеников. В 1958 году Эриксон сыграл роль в морской драме с Роком Хадсоном «Сумерки для богов» (1958), а в 1963 году сыграл главнокомандующего ВВС США в триллере Делберта Манна эпохи холодной войны «Слёт орлов» (1963), вновь с Роком Хадсоном в главной роли.
В 1964 году в музыкальном фильме с Элвисом Пресли «Рабочий по найму» Эриксон сыграл разгневанного отца возлюбленной главного героя, а в драме Эдварда Дмитрика «Воротилы» (1964) по роману Гарольда Роббинса Эриксон исполнил роль отца главного героя, богатого владельца химической корпорации, который умирает в начале фильма. Он также сыграл небольшую роль в следующем фильме Дмитрика — криминальном психологическом триллере «Мираж» (1965) с Грегори Пеком в главной роли. В 1964—1965 годах Эриксон сыграл также в двух психологических хоррор-триллерах Уильяма Касла с Джоан Кроуфорд — «Смирительная рубашка» (1964), где сыграл бездетного фермера, берующего на воспитание дочь посаженной в тюрьму сестры, и «Я видела, что вы сделали» (1965), где он играл отца двух девочек, вокруг игры которых закручивается сюжет картины. После 1965 года он стал меньше сниматься в кино, а в 1977 году окончательно ушёл с экрана. Последней крупной картиной с участием Эриксона стал научно-фантастический триллер Роберта Олдрича «Последний отблеск сумерек» (1977), где он сыграл роль директора ЦРУ.

### Карьера на телевидении
Начиная с середины 1950-х годов и вплоть до конца 1970-х годов, Эриксон много работал на телевидении. Более всего он известен по роли владельца ранчо Большого Джона Кэннона в телесериале «Высокий кустарник», который шёл в 1967—1971 годах.
Эриксон играл в эпизодах таких телесериалов, как «Альфред Хичкок представляет», «Стрелок», «Сыромятная плеть», «Бонанза», «Караван повозок», «Правосудие Берка», «Дымок из ствола», «Наименование игры», «Модный отряд» (1972), «Айронсайд», «Мэнникс», «Кэннон», «Хантер» (1977), «Досье детектива Рокфорда» и других.

## Личная жизнь
В 1936—1942 годах Эриксон был женат на актрисе Фрэнсис Фармер. В день оформления развода с Фармер он женился на актрисе Маргарет Хейс, однако они развелись месяц спустя. В 1945 году он женился на Энн Даймонд, с которой он прожил до своей смерти; у пары было двое детей.
Лейф Эриксон умер от рака 29 января 1986 года в Пенсаколе, Флорида, в возрасте 74 лет.

## Избранная фильмография
| Год       |   | Русское название                           | Оригинальное название                 | Роль                          |
| --------- | - | ------------------------------------------ | ------------------------------------- | ----------------------------- |
| 1942      | ф | Арабские ночи                              | Arabian Nights                        | Камар аль-Заман               |
| 1947      | ф | Гангстер                                   | The Gangster                          | Бомонт                        |
| 1948      | ф | Извините, ошиблись номером                 | Sorry, Wrong Number                   | Фред Лорд                     |
| 1948      | ф | Змеиная яма                                | The Snake Pit                         | Гордон                        |
| 1948      | ф | Жанна Д’Арк                                | Joan of Arc                           | Дюнуа, бастард Орлеанский     |
| 1949      | ф | Джонни-стукач                              | Johnny Stool Pigeon                   | Прингл                        |
| 1949      | ф | Леди играет в азартные игры                | The Lady Gambles                      | Тони                          |
| 1951      | ф | Четырнадцать часов                         | Fourteen Hours                        | эпизодическая роль            |
| 1952      | ф | Эбботт и Костелло встречают капитана Кидда | Abbott and Costello Meet Captain Kidd | Морган                        |
| 1952      | ф | С песней в моём сердце                     | With a Song in My Heart               | генерал                       |
| 1954      | ф | В порту                                    | On the Waterfront                     | Гловер                        |
| 1956      | ф | Чай и симпатия                             | Tea and Sympathy                      | Билл Рейнольдс                |
| 1957      | ф | Стамбул                                    | Istanbul                              | Чарли Бойл                    |
| 1958      | ф | Однажды на лошади...                       | Once Upon a Horse...                  | шериф Грэнвилл «Бабуля» Дикс  |
| 1958—1965 | с | Альфред Хичкок представляет                | Alfred Hitchcock Presents             | разные персонажи              |
| 1959—1961 | с | Сыромятная плеть                           | Rawhide                               | Фрэнк Трэвис / Джеремайя Уолш |
| 1961—1965 | с | Бонанза                                    | Bonanza                               | Том Кейн / Джош Тейтум        |
| 1964      | ф | Смирительная рубашка                       | Strait-Jacket                         | Билл Катлер                   |
| 1964      | ф | Рабочий по найму                           | Roustabout                            | Джо Лин                       |
| 1965      | ф | Я видела, что вы сделали                   | I Saw What You Did                    | Дейв Мэннеринг                |
| 1967      | с | Дымок из ствола                            | Gunsmoke                              | Верджил Рауэлл                |
| 1972      | с | Доктор Маркус Уэлби                        | Marcus Welby, M.D.                    | доктор Джастин Гарви          |
| 1973      | с | Улицы Сан-Франциско                        | The Streets of San Francisco          | Генри Дрисколл                |
| 1979      | с | Досье детектива Рокфорда                   | The Rockford Files                    | Си Си Коллоуэй                |